# Albert von der Brügge
Albert von der Brügge (* vor 1402; † 1430 in Lübeck) war ein deutscher Kaufmann und Ratsherr.

## Leben
Albert von der Brügge wurde 1402 als Ältermann der Lübecker Bergenfahrer zum Ratsherrn gewählt. 1404 war er gemeinsam mit dem Ratsherrn Konrad von Alen Befehlshaber über die Lübecker Kriegsflotte in der Ostsee. Im Folgejahr gehörte er der Lübecker Gesandtschaft an, die mit Königin Margarethe I. von Dänemark auf Falsterbo verhandelte. Er vertrat die Stadt auf dem Hansetag 1407 in Lübeck. Während der bürgerlichen Unruhen des Jahres 1408 gehörte er zu den Ratsherren des Alten Rats, die in der Stadt blieben. Dem Neuen Rat gehörte er aber nicht an. Bei den Verhandlungen mit dem Neuen Rat in Mölln nahm er teil und war Wortführer des Alten Rats in den Verhandlungen mit Lübecker Bürgern Anfang Mai 1408 in Lübeck. Mit Rückkehr des Alten Rates 1416 trat er wieder in den Rat ein und vertrat die Stadt auf Hansetagen der Jahre 1416 bis 1424 in Lübeck und 1417 in Rostock. Von 1424 bis 1426 war von der Brügge Kämmereiherr der Stadt, der er in seinem Testament ein Vermächtnis von 200 Mark lübisch aussetzte. Er bewohnte seit 1400 das Haus in der Mengstraße 27, später die Mengstraße 66 an der Ecke zur Trave mit dem Hafen. In Testamenten Lübecker Bürger wird er häufig als Urkundszeuge und als Vormund aufgeführt.